# 博雅航空
博雅航空（英语：Bhoja Air；乌尔都语：بھوجا ائیر）是巴基斯坦信德省卡拉奇的一家航空公司。它运营一些国内定期航班。该公司1993年11月7日开通了卡拉奇至拉合尔和奎达的航线。1998年1月24日开通至迪拜的航线。

## 機隊
博雅航空結業前機隊如下：
- 2架波音737